# Otto I de Saxonia
Otto sau Oddo, supranumit cel Ilustru (n.c. 851 – d. 30 noiembrie 954) a fost duce de Saxonia din 880 până la abdicarea sa pe 30 noiembrie 912.

## Viața
Otto era fiul mai mic al ducelui Liudolf de Saxonia cu soția sa Oda din familia Billungilor și a succedat în scaunul ducal fratelui său mai mare, Bruno, după ce acesta a murit în 880, într-o luptă împotriva vikingilor. Familia sa este numită Liudolfingi, după tatăl său, dar și Ottonieni, după nepotul său, împăratul Otto I supranumit cel Mare.
Printr-un hrisov al regelui carolingian Ludovic cel Tânăr acordat abației Gandersheim în 26 ianuarie 877, pago Suththuringa (regiunea Turingiei de sud) este descrisă ca aflându-se in comitatu Ottonis. Într-un hrisov din 28 ianuarie 897 Otto este menționat drept marchio, iar pago Eichesfelden (Eichsfeld) apare ca fiind în cadrul comitatului său (de fapt, al mărcii sale). El a fost de asemenea și abate laic al abației de Hersfeld în 908. Otto a mai fost descris ca magni ducis Oddonis de către Widukind de Corvey, atunci când descrie căsătoria surorii sale Liutgarda cu regele Ludovic.
Otto a părăsit Saxonia rareori. El era un principe regional, iar seniorii săi, Ludovic cel Tânăr și împăratul Arnulf, cu fiecare dintre care a avut relații foarte bune, nu prea au intervenit în Saxonia. Practic, Otto era ca un rege în Saxonia și și-a stabilit ca tributari pe vecinii slavi polabi.
Potrivit cronicarului Widukind de Corvey, lui Otto i s-a oferit titlul de rege al Franciei Răsăritene după moartea lui Ludovic Copilul în 911, însă nu a acceptat invocând vârsta înaintată, propunându-l în schimb pe Conrad de Franconia. Această afirmație este însă îndoielnică.
Soția lui Otto a fost Hathui de Babenberg (d. 904), fiica lui Henric de Franconia. Cei doi au avut doi fii, Thankmar și Liudolf, care s-au stins înaintea lui, însă cel de al treilea fiu Henric Păsărarul a reușit să îi succeadă lui Otto ca duce de Saxonia și ulterior a fost ales rege romano-german. Fiica sa Oda s-a căsătorit cu regele carolingian Zwentibold de Lotharingia.
Otto a fost înmormântat în biserica Abației Gandersheim.